# 임명주
임명주(1966년 2월 7일 ~ )는 대한민국의 성우이다. 1988년 KBS에 입사했으며, 현재는 KBS 21기이다. 한국방송 성우극회 소속.

## 주요 출연작품

### 영화
- 구두가 발에 맞는다면(SBS) - 직원(파비엔느 차우닷)

### 낭독
- 성경 입체 낭독 CD - 마리아

### 라디오
- (KBS 무대) 사랑이꽃피는 나무 - 10대 소녀